# Ferdinand Čatloš
Ferdinand Čatloš szül. Csatlós Nándor (1895. október 7. – 1972. december 16.) szlovák politikus és katonatiszt volt, 1939 és 1944 között az első szlovák köztársaság hadügyminisztere és hadseregének vezérkari főnöke.

## Élete
Kőművescsaládba született Csatlós Mihály és Madul Mária fiaként. Tíz testvére közül ő volt a legidősebb. Liptószentmiklóson járt középiskolába, majd Késmárkon folytatta tanulmányait. Az első világháborúban az Osztrák–Magyar Monarchia 67. gyalogezredében szolgált, 1915 májusában Tarnopolnál orosz fogságba esett. A csehszlovák gondolat egyik hirdetőjeként csatlakozott a Csehszlovák Légióhoz. Hazatérése után a csehszlovák hadseregben szolgált. A müncheni egyezményt és Csehország megszállását követően Szlovákia hadügyminisztere és hadseregének főparancsnoka lett, és hozzálátott egy önálló szlovák hadsereg létrehozásához. Kárpátalja visszafoglalásakor, majd az azután kialakuló magyar–szlovák kis háborúban a hadsereg főparancsnoka volt, azonban Csehszlovákia felbomlása miatt Kelet-Szlovákia lényegében védtelen volt.
Részt vett a második világháború több hadműveletében: a Bernolák hadseregcsoportot vezette a lengyelországi hadjárat során, amiért Hitlertől megkapta a Vaskeresztet, majd a Barbarossa hadműveletben is ő vezette a szlovák erőket.
1944-ben titkos tárgyalásokat folytatott a Szovjetunióval a front megnyitásáról és az átállásról, abban a reményben, hogy Szlovákia azonnal hadba lép Magyarországgal is, és lehetőség nyílik az első bécsi döntésben elvesztett területek visszaszerzésére. 
Azonban a terveiben a szlovák nemzeti felkelés kitörése megakadályozta. Augusztus 29-én, mikor a németek megkezdték az ország megszállását, rádióbeszédében minden ellenállót hazaárulónak nevezett. Miután a felkelőkhöz szökött, letartóztatták, és Moszkvába szállították. 1948-ban engedték szabadon, majd visszatért Csehszlovákiába, ahol előbb öt év börtönre ítélték, de rövidesen szabadon bocsátották, és élete végéig Turócszentmártonon élt és dolgozott mint hivatalnok.